# Alex Reese
Alex Reese (Pelham, Alabama, 21 de marzo de 1999) es un baloncestista estadounidense que se encuentra sin equipo. Con 2,06 metros de estatura, juega en la posición de ala-pívot.

## Trayectoria deportiva

### Universidad
Jugó cuatro temporadas con los Crimson Tide de la Universidad de Alabama, en las que promedió 6,1 puntos y 3,2 rebotes por partido.

### Profesional
Tras no ser elegido en el Draft de la NBA de 2021, pasó un año alejado de las canchas trabajando como camarero y moviendo muebles, antes de firmar con el B.B.C. Amicale de la Liga de baloncesto de Luxemburgo el 26 de julio de 2022. En 27 partidos, promedió 23,7 puntos, 12,9 rebotes, 1,4 asistencias, 1 robo y 1,5 tapones en 33,1 minutos.
El 30 de octubre de 2023 se unió a los Rio Grande Valley Vipers después de una prueba, pero fue despedido el 8 de noviembre. Más tarde fue reclamado por Rip City Remix, donde jugó en 43 partidos y promedió 11,5 puntos, 4,6 rebotes y 1,2 bloqueos en 17,2 minutos.
Después de unirse a los Portland Trail Blazers para la Liga de Verano de la NBA de 2024, firmó con los Oklahoma City Thunder el 27 de septiembre de 2024, pero fue despedido el 16 de octubre. Pero tres días más tarde fue repescado por los Thunder. Tras disputar un único partido de la temporada regular, fue despedido el 31 de octubre. El 3 de noviembre regresó a los Rip City Remix.
El 20 de febrero de 2025 firma un contrato dual con Philadelphia 76ers. En julio de 2025 es cortado por los 76ers.

## Estadísticas de su carrera en la NBA

### Temporada regular
| Año     | Equipo        | PJ | PT | MPP  | %TC   | %3P  | %TL  | RPP | APP | ROB | TPP | PPP |
| ------- | ------------- | -- | -- | ---- | ----- | ---- | ---- | --- | --- | --- | --- | --- |
| 2024-25 | Oklahoma City | 1  | 0  | 1.9  | 1.000 | —    | —    | 1.0 | .0  | .0  | .0  | 2.0 |
| 2024-25 | Philadelphia  | 14 | 0  | 15.3 | .472  | .366 | .750 | 3.3 | .3  | .7  | .7  | 5.3 |
| Total   | Total         | 15 | 0  | 14.4 | .481  | .366 | .750 | 3.1 | .3  | .7  | .7  | 5.1 |